# Udey Chand
Udey Chand (ur. 24 lipca 1937 w Jandli) – indyjski zapaśnik walczący w stylu wolnym. Trzykrotny olimpijczyk. Zajął szóste miejsce w Meksyku 1968, czternaste w Rzymie 1960 i odpadł w eliminacjach turnieju w Tokio 1964. Startował w kategorii 70–73 kg.
Brązowy medalista mistrzostw świata w 1961 i piąty w 1967. Wicemistrz igrzysk azjatyckich w 1962 w obu stylach wagowych i trzeci w 1966. Triumfator igrzysk Brytyjskiej Wspólnoty Narodów w 1970 roku.
- Turniej w Rzymie 1960

Pokonał z Irlandczyka Joe Feeneya. Przegrał z zawodnikiem radzieckim Wachtangiem Balawadze i Turkiem İsmailem Oganem.
- Turniej w Tokio 1964

Wygrał z Finem Arto Savolainenem i przegrał z zawodnikiem radzieckim Sarbergiem Beriaszwili i Bułgarem Enju Wyłczewem.
- Turniej w Meksyku 1968

Wygrał z Ángelem Aldamą z Gwatemali, Brytyjczykiem Rogerem Tillem i Kubańczykiem Francisco Lebeque. Przegrał z zawodnikiem RFN Klausem Rostem i Iranu Abdollahem Mowahhedem.
W roku 1961 został laureatem nagrody Arjuna Award.